# Österreichische Gesellschaft für Unfallchirurgie
Die Österreichische Gesellschaft für Unfallchirurgie e.V. (ÖGU) ist eine wissenschaftliche Fachgesellschaft mit Sitz in Wien, die die Anliegen von Unfallchirurgen in Spitälern sowie im niedergelassenen Bereich vertritt. Diese versorgen pro Jahr 2 Millionen Patienten in Österreich. Die über 1.400 Mitglieder aus 14 Staaten sind Fachärzte für Unfallchirurgie, Ärzte in Ausbildung zum Facharzt und Personen, die sich mit unfallchirurgischen Themen befassen.

## Ziele
Die ÖGU setzte sich grundsätzlich für die Beibehaltung des Sonderfachs Unfallchirurgie sowie die Additivfächer Sporttraumatologie und Traumatologische Intensivmedizin ein. Darüber hinaus fördert sie den Erwerb und die Verbreitung fachspezifischer, wissenschaftlicher Erkenntnisse aus dem Bereich Unfallchirurgie. Weiters fördert sie nicht nur den Kontakt unter ihren eigenen Mitgliedern, sondern auch mit Mitgliedern anderer Gesellschaften im Ausland. Die ÖGU vertritt außerdem die Anliegen der Österreichischen Unfallchirurgie in allen standespolitischen Fragen.

## Tätigkeiten
Zu den Tätigkeiten der ÖGU zählen u. a.:
- die Organisation und Ausrichtung wissenschaftlicher Veranstaltungen und Fortbildungskurse
- die Beteiligung an Veranstaltungen anderer wissenschaftlicher Gesellschaften
- die Herausgabe von Patientenbroschüren und Fortbildungspublikationen
- die Erarbeitung von Leitlinien und diversen Behandlungsempfehlungen
- die Entwicklung von innovativen Behandlungsmethoden
- unfallchirurgische Forschung

## Historie
Der Verein wurde 1965 anlässlich des 80. Geburtstags von Lorenz Böhler gegründet. Gründerväter waren Erich Jonasch und Heinz Kuderna. 2009 feierte die ÖGU das Jubiläum „100 Jahre Unfallchirurgie in Österreich“, nachdem 1909 die (auch weltweit) ersten unfallchirurgischen Unfallstationen an chirurgischen Universitätskliniken in Wien per Dekret von Kaisers Franz Joseph eingerichtet wurden.

## Organisation
- Präsident: Andreas Pachucki, Klinikum Mostviertel Amstetten
- Generalsekretär: Richard Kdolsky, Allgemeines Krankenhaus der Stadt Wien (AKH)
- Ehemalige Präsidenten
  - 2010: Oskar Kwasny, Allgemeines Krankenhaus der Stadt Linz
  - 2009: Franklin Genelin, Kardinal Schwarzenberg’sches Krankenhaus Schwarzach im Pongau
  - 2008: Karl-Peter Benedetto, Landeskrankenhaus Feldkirch
  - 2007: Michael Blauth, Universitätsklinik Innsbruck
  - 2006: Harald Hertz, Unfallkrankenhaus Wien Lorenz Böhler
  - 2005: Herbert Resch, Landeskrankenhaus Salzburg
  - 2004: Walter Buchinger, Landesklinikum Waldviertel, Horn
  - 2003: Nikolaus Schwarz, Unfallkrankenhaus Klagenfurt

## Politische Forderungen
Zu den wichtigsten Anliegen der ÖGU zählen:
- Sicherstellen der hohen Versorgungsqualität in Österreich
- Beibehaltung des Sonderfaches Unfallchirurgie, da Befürchtungen bestehen, dass die Ausbildung Orthopädie und Chirurgie zusammengelegt Qualitätseinbußen hervorrufen.
- Verbesserungen im Kinder- und Kleinkinderschutz, da eine große Zahl von Kindesverletzungen, die durch Misshandlung und Gewalt entstehen aber als Kinderunfälle falsch klassifiziert und behandelt werden
- Die Migrationsmöglichkeiten für österreichische Unfallchirurgen in innereuropäisch durch erweiterte Anerkennung soll verbessert werden.